# Pritha debilis
Espèce
Synonymes
- Filistata debilis Simon, 1911

Pritha debilis est une espèce d'araignées aranéomorphes de la famille des Filistatidae.

## Distribution
Cette espèce est endémique d'Algérie.

## Description
Les mâles mesurent de 2,5 à 3,0 mm et les femelles de 3,0 à 3,5 mm.

## Publication originale
- Simon, 1911 : Catalogue raisonné des arachnides du nord de l'Afrique (1re partie). Annales de la Société entomologique de France, vol. 79, p. 265-332 (texte intégral).